# سلطنة ال عمر باعمر

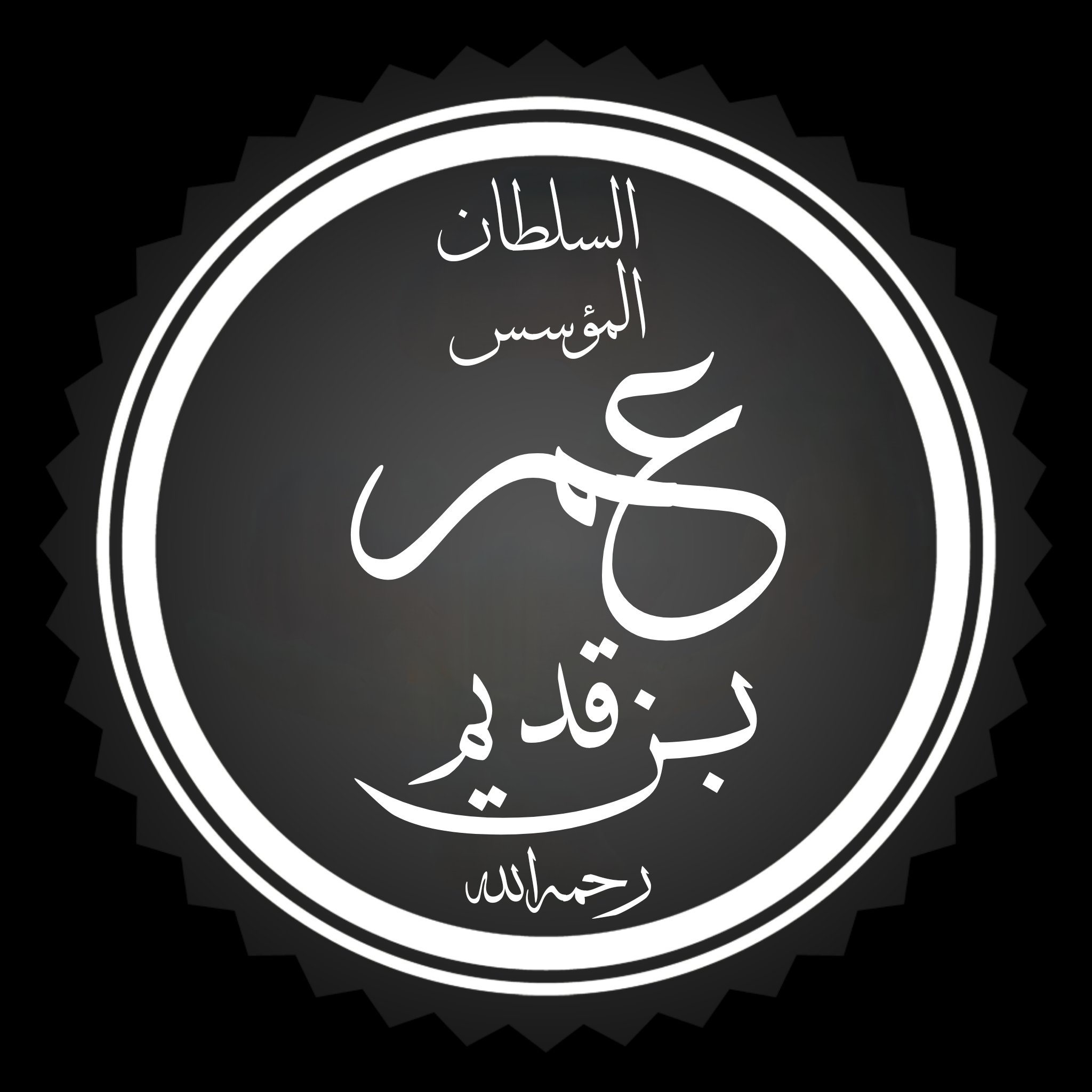
جد ال بازار العوابثة ومؤسس سلطنة ال عمر باعمر

سلطنة آل عمر باعمر هي احدى السلطنات السابقة التي قامت في حضرموت. تأسست سنة 858 هـ/ 1454 م على يد السلطان المؤسس عمر بن قديم العوبثاني، وعاصمتها ارض الدمنة(غيل باوزير) الان. وكانت نهايتها سنة 1296 هـ/ 1878 م بعد سقوطها على يد السلطنة القعيطية المدعومة من بريطانيا. واليوم هي جزء من محافظة حضرموت بالجمهورية اليمنية.

## بدايتها
عندما اتى عمر بن قديم العوبثاني الى حضرموت اسس قواعد متينة لإنشاء سلطنة قبلية فسيطر على املاك عديدة وصارت له اموال واراضي ومزارع واسعة في حضرموت ومنها منطقة عرف(وادي عرف) التي لم يبقى منها غير مربض لخيوله وجماله والتي يطلق عليها الان مراغة ال عمر باعمر .

## مناقب المؤسس
كان عمر بن قديم يتعهد في معاودة امواله بعرف اثناء مواسم الخريف وغيره من مواسم الحصاد، وقد تميز بحبه لعلماء الدين فقد كان يقتطع لهم ارضا لبناء المساجد ويهديهم نخيلا وزرعا كوقف لهم ولمسجدهم ، وكان يسلم لهم السلطة الدينية والقضائية في بعض المناطق.

## وفاة المؤسس و بداية عهد جديد
بعد ان توفى رحمه الله ورزق بمولود ، تم تسمية المولود بعمر نسبة لأبيه الذي خرج من نسله قبائل كثيرة لها شأن في حضرموت ، فأبناء واحفاد عمر بن عمر اكملوا مسيرة جدهم وكونوا سلطنة قبلية قوية امتدت لقرون استطاعوا فيها ان يحافظوا على الاستقرار و تكوين انظمة وقوانين ساهمت في استقطاب العوائل والقبائل لأراضيهم مثل:
(آل همام – سكان البنقلة) وهم ايضا اول آل همام بالغيل اما آل همام ساكني الحصون فهم من وضعهم بدر بوطويرق فيها
آل باشطح ساكني الحيق - الأشاولة في تحامين - الشعاملة ساكنين بالقرب من النقب بعد الصداع - آل بن مطرف وهم عدة ديار - آل بكرون ولم يبقى منهم غير دار واحدة ثم تحالف آل عمر باعمر مع قبيلة السباعي وبقي منهم بيت آل باسنيت - آل قصام - آل برجف - آل سرور - آل بانهار .
آل عَبْدَ وليس عُبِد لأن في قبائل العرب عَبْد بالفتح ثم الكون وهم من نسل عبد كلال من حمير وهم من القبائل التي جاءت مع جد آل عمر باعمر وكانوا هم القائمين على أموالهم بعرف والغيل .
آل باسعد التبيلي وهذا لهم قصة طويلة مع آل عمر باعمر ، وكانوا رجال اشداء في الحرب وعندما قتل وأحد منهم من قبل قبيلة قام آل عمر باعمر بقتل مقدم تلك القبيلة وفائا لباسعد حيث يقول شاعر آل عمر باعمر :
في وفاء باسعد جبنا ***المقدم عيسى بن قرون
آل عباد وهم من قبائل كندة وهم من القبائل التي جاءت مع اجدادنا ومنهم كثير بقوا في حضرموت الداخل ، آل باعباد مشايخ للقبيلة قبل العمودي وباوزير. ولقد قام السلطان بن بشر بجعل علي ناجي واخيه والقعيطي يندخلوا للشيخ باعباد الساكن في زغفة. أما المشايخ آل باعباد القاطنين الغيل الأن فمنهم بيتين بيت بالغيل وبيت بالنقعة و مجيئهم كان متأخرا وسببه التعليم والتعلم. وفي القارة من الساكنين غير آل بن بشر بن عمر باعمر هم آل باعنقود وهؤلاء رجال بمعنى الكلمة ، وباحبارة , ويروان ، وآل باسواقي ، وآل بكير وهم يقومون بالفخذ مع آل عمر باعمر . وبالغيل ايضا آل النمر وهم آل سماعيل ، وآل كميد ، وآل رفاعة (آل بارفعة ) ، آل بنسر وهم جوهيين الأصل. ومن بقي بعد الحرب من العوالق آل باضريس ، الطويسي (الطوسلي) ومن آل كثير عمشوش ، ومرعي ومن احرارنا من بقي في بيوت آل عمر باعمر وهم معروفين .

## حدود السلطنة
كانت حدودها شاسعة فحدودها تبدأ من:
الجنوب: البحر
الشرق : سيلة سمعون بالشحر
الغرب : ثغر فلك
الشمال : وادي العين وساه

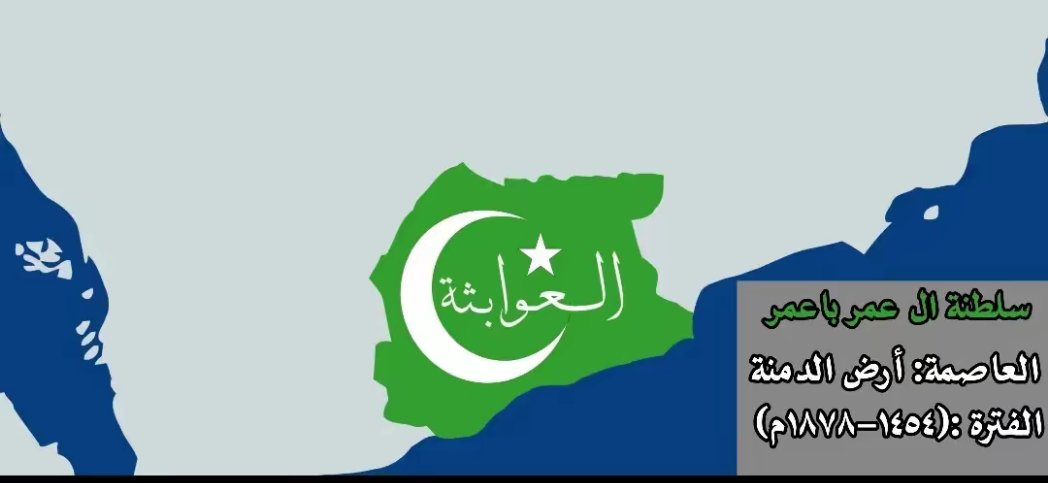
حدود السلطنة

لكن في اواخر عمرها اقتصرت السلطنة على ارض الدمنة (غيل باوزير الان) وما حولها

## القانون والنظام
بفضل ما كانوا يملكون من املاك وعقارات واسعة في ارجاء الساحل الحضرمي والوادي جعلتهم اصحاب نفوذ وصار لهم صولة وجولة فأقاموا سلطنتهم وحافظوا على امنها وأقاموا محكمه للنظر في القضايا الأمنية في دار بابكر بن عمرباعمر في الغيل حتى أصبحت هذه المدينة في ظل حكامها آل عمرباعمر مركزا وموطنا لكثير من العوائل الحضرمية التي وفدت إليها من قرى حضرموت الداخل. وكان لهم العديد من القوانين ومن ابرزها:
أ ) من دخل السلطنة يلقي بندقه على راحلته ومن وجدوه شاعل الفتيلة يطفوها في وجنته وهذا من ضمن نظام العوابثه العام ، فأول ما يدخل الشخص وادي العين يطفئ فتيلته ويطرح بندقه على راحلته .
ب ) من دخل اراضي السلطنة فهو آمن وحقه في رقاب ال عمر باعمر والعوابثة فإن نهب شيء منه وجب عليهم ارجاعه وإن قتل وجب عليهم اخذ ثأره ودفع تعويض لأهل المقتول والتي كانت غالبا بالبنادق او المال او المحاصيل وهكذا ، فقد ساهم هذا القانون باستقطاب العديد من اصحاب رؤوس الاموال وانعاش الطرق التجارية مما ادى لازدهار بعض المناطق مثل شحير وغيرها .
ت ) تقييد الاسلحة ، فالسلاح كان مخصص للقبائل ومن في جيش السلطنة سواء من القبائل او من غير القبائل مثل : السباعي - ال همام - ال باسعد - الحيق - بعض الجوهيين - وغيرهم .
ج ) انشاء اكوات في الساحل ووضع مستطلعين يسمون بالرسيسه ، فمهمتهم هي حماية الحدود الساحلية وتوطيد الامان في الطرق والابلاغ عن اي هجوم .

## صدهم للغزو البرتغالي
مما يجهله الكثير من ابناء حضرموت هو ان الغزو البرتغالي لم يكن في الشحر فقط بل كان ايضا في شحير وما نستنتجه من قصص الشيبان و بعض المؤرخين مثل السقاف ان البرتغال رسوا في شحير قبل الشحر وان مجيء البرتغال كان في النّصف الأوّل من القرن التّاسع الهجريّ ،فبعدما هربت القبائل والعوائل التي كانت تسكن شحير ، دافع العوابثة عن ارضهم واستبسلوا حتى هزموهم واسروا منهم العديد وقد كان من ضمن الاسرى سبيتين اسسوا السلاطين ال عمر باعمر منطقتين باسمهم وهما سكلنزا وحباير.

## نهاية السلطنة

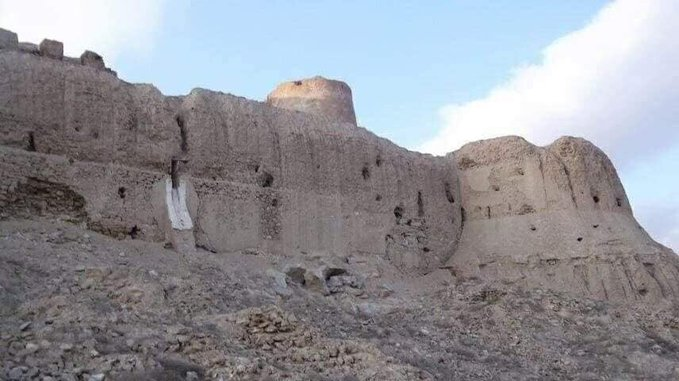
الحصن الذي احتمى فيه ال عمر باعمر مع حليفهم العولقي

سقطت السلطنة بسبب خلاف وانشقاق داخلي بين العوابثة مما ادى لاستغلال القعيطي المدعوم من بريطانيا لهذا، فتجهز لغزو سلطنة ال عمر باعمر العوابثة ، ثم إن آل عمر باعمر قبل حربهم الأخيرة عام 1296هـ خاضوا حربين يقال لها ( حروب التخم ) فكان ذلك بين عام 1284هـ - 1296هـ وهو عبارة عن واد بين الغيل وريدة الشجر ( الريان الآن) ، وفي حربهم الأولى وهذه حسب حكايات الأجداد عندنا ، اي حرب التخم الأولي وقد ذكرها بن عبيد الله السقاف دون ان يذكر التفاصيل - يقولون ان آل عمر باعمر كبدوا القعيطي فيها خسارة فادحة في ارواح الجنود الذين معه ، حتى انه قتل من القعطه في ذلك الحرب . وهي من احدى الاسباب التى جعلت القعيطي يقوم بنفي البعض من آل عمر باعمر من الارض في حربه الأخيرة .
أما حرب التخم الثانية - فكان مع آل عمر باعمر ومن حالفهم من آل كثير وهم : آل مرعي وآل بن طالب وفيها قتلوا بن سعيد أحمد الحضرمي وقطعوا رأســه وساروا به الي المكلا عند حليفهم الكسادي ، وهذا السبب الثاني الذي جعل من القعيطي عدم شل آل عمر باعمر بالوجه مثل العوالق .

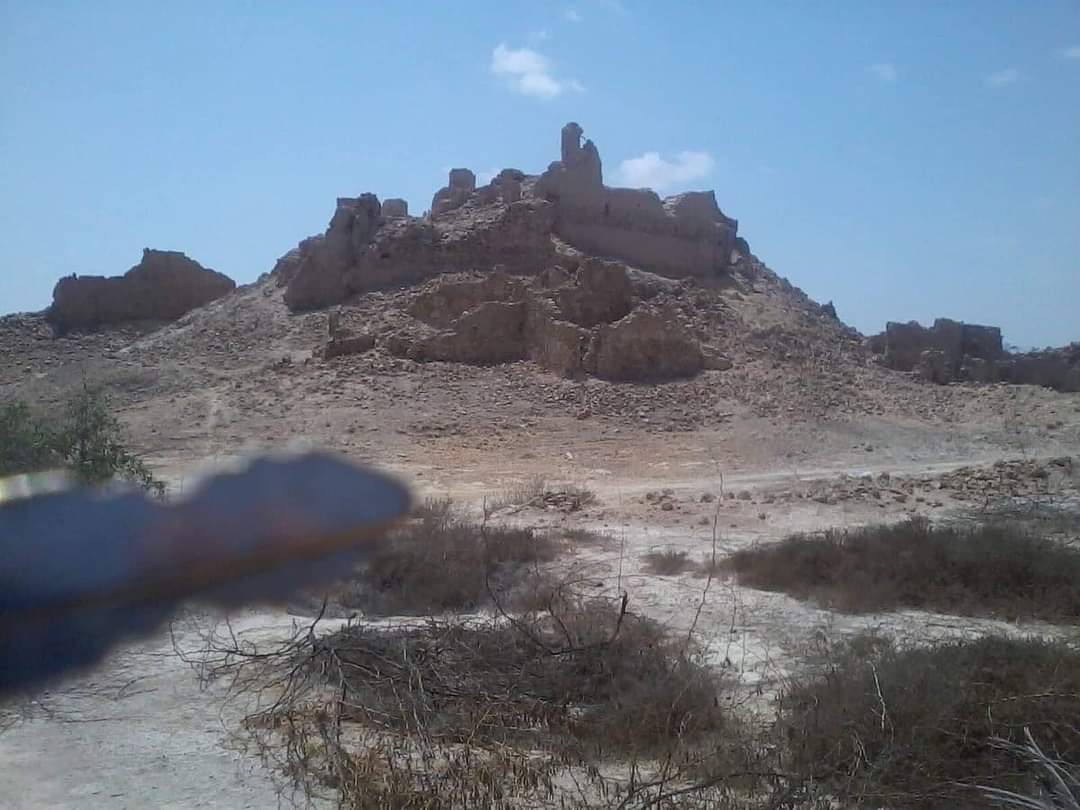
اثار حصون ال عمر باعمر

آل عمر باعمر في حربهم الأخيرة مع القعيطي قسموا القبيلة الي قسمين قسم يحارب بالغيل ، وكان عددهم صحيح 250 فارس ، قتل منهم 87 فارس وقتل من جنود القعيطي 67 ، وعند انسحاب عبود بن سالم الكثيري الذي كان قائد الجيش الكثيري وقوامه 150 مسلحا من الحرب بعذر انه لا يوجد عندكم يا آل عمر باعمر
( لاللحلوق ولاللعتود ) اي بمعني ليس عندكم ما يكفي جيشه من المؤن والسلاح للحرب ، فظل القعيطي يضرب بمدافعه على الغيل وآل عمر باعمر يناوشون على الاستيلاء على المدافع ولكن العدد كبير وضربات المدافع شديدة ، والعوالق من جهة الحزم مرتبين للجهة الشرقية حتي لا يباغتهم من جهة الشحر ، ولكن دون جدوى الكثيري انسحب هو والمدافع التي بحوزته وتركوا آل عمر باعمر يواجهون القوة الكبيرة بمفردهم ، وعندما تقدم القعيطي وتحصن بقارة النجود (النجوم الآن) اصبحت الغيل على مرمى نيران مدافعه ، هنا انسحب آل عمر باعمر الي حصن العوالق بالحزم وتحصنوا به ولكن جاءت القوة وحاصرت الحصن وظل آل عمر باعمر والعوالق يرمون القعيطي ما يقارب 4أشهر حتى لم يبقى معهم مؤنة ولا بارود وانقطع الماء عليهم فاستسلموا .. ونتيجة للوقائع التي حصلت للقعيطي من آل عمر باعمر في حروب التخم الاولى والثانية ، شل القعيطي بالوجه للعوالق وسفر بعضهم الي ارض العوالق والبعض الي حيدر اباد ، اما آل عمر باعمر فأودعهم السجون .